# Сагунт

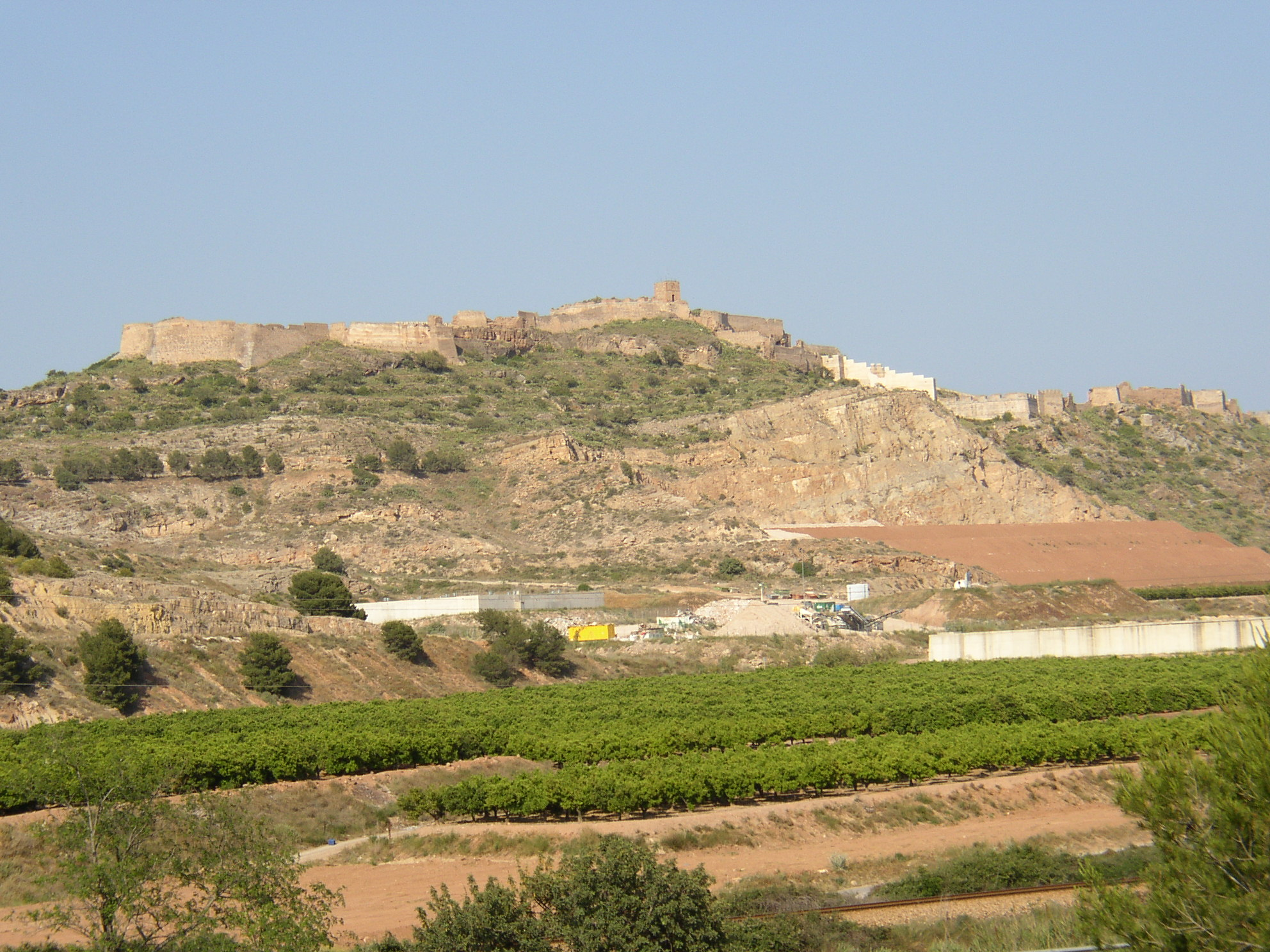
Крепость в Сагунто

Сагу́нт (лат. Saguntum) — город эдетанов, или седетанов, в Тарраконской Испании, лежавший на возвышенности между Сукроном и Тарраконом, на реке Паллантии, недалеко от морского берега.
Город основан был, вероятно, греками, выходцами с острова Закинф, а позднее заселён отчасти рутулами из Ардеи, вследствие чего он называется иногда Аусония (Ausonia Saguntus). Благодаря плодородию почвы и удобству местоположения Сагунт достиг значения богатого торгового города; притязания на него со стороны карфагенян и римлян послужили поводом к началу Второй Пунической войны. В 218 году до н. э. карфагеняне захватили город, но 8 лет спустя римляне отняли его у неприятеля, восстановили развалины и обратили в колонию.
Во время Пиренейских войн на развалинах римского города был построен замок Сагунто, возле которого 25 октября 1811 произошла битва при Сагунто.
В настоящее время — испанский город Сагунто.